# Кане-де-Салар
Кане́-де-Сала́р (фр. Canet-de-Salars, окс. Canet) — коммуна во Франции, находится в регионе Окситания. Департамент — Аверон. Входит в состав кантона Пон-де-Салар. Округ коммуны — Родез.
Код INSEE коммуны — 12050.
Коммуна расположена приблизительно в 520 км к югу от Парижа, в 130 км северо-восточнее Тулузы, в 20 км к юго-востоку от Родеза.

## Население
Население коммуны на 2008 год составляло 410 человек.
| 1962 | 1968 | 1975 | 1982 | 1990 | 1999 | 2008 |
| ---- | ---- | ---- | ---- | ---- | ---- | ---- |
| 419  | 510  | 485  | 440  | 440  | 379  | 410  |

## Экономика
В 2007 году среди 230 человек в трудоспособном возрасте (15—64 лет) 165 были экономически активными, 65 — неактивными (показатель активности — 71,7 %, в 1999 году было 65,3 %). Из 165 активных работали 157 человек (96 мужчин и 61 женщина), безработных было 8 (1 мужчина и 7 женщин). Среди 65 неактивных 15 человек были учениками или студентами, 27 — пенсионерами, 23 были неактивными по другим причинам.

## Достопримечательности
- Церковь Сен-Пьер и ораторий (XII век). Памятник истории с 1976 года[3]

## Фотогалерея

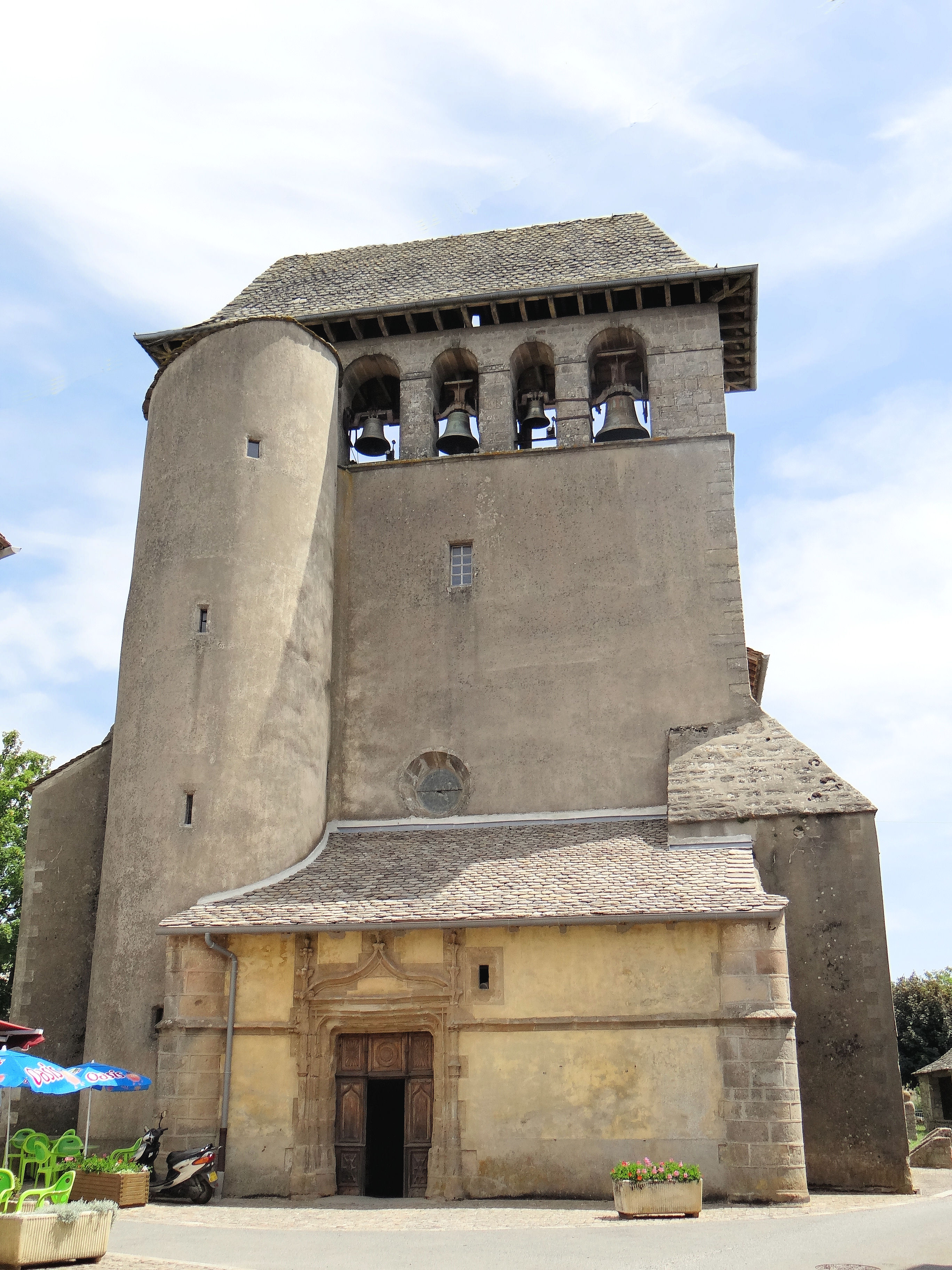
Церковь Сен-Пьер
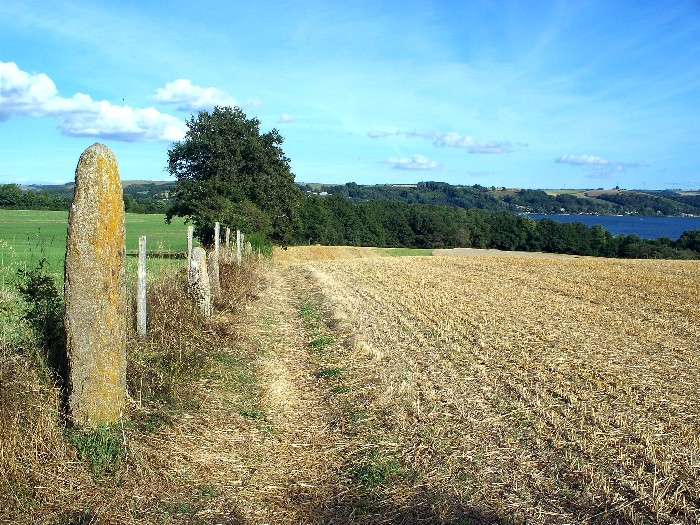
Мегалит
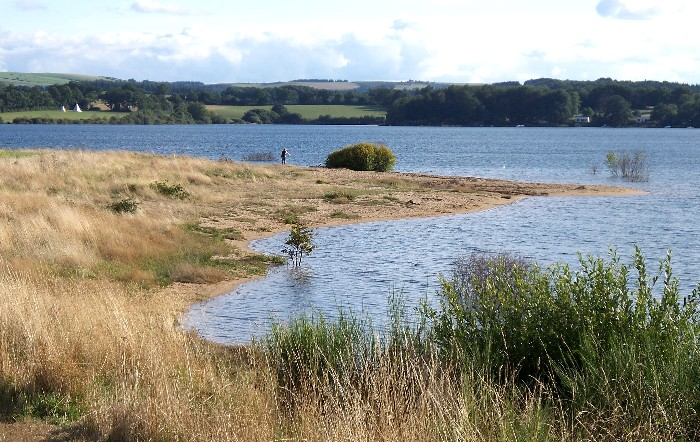
Озеро Парлу
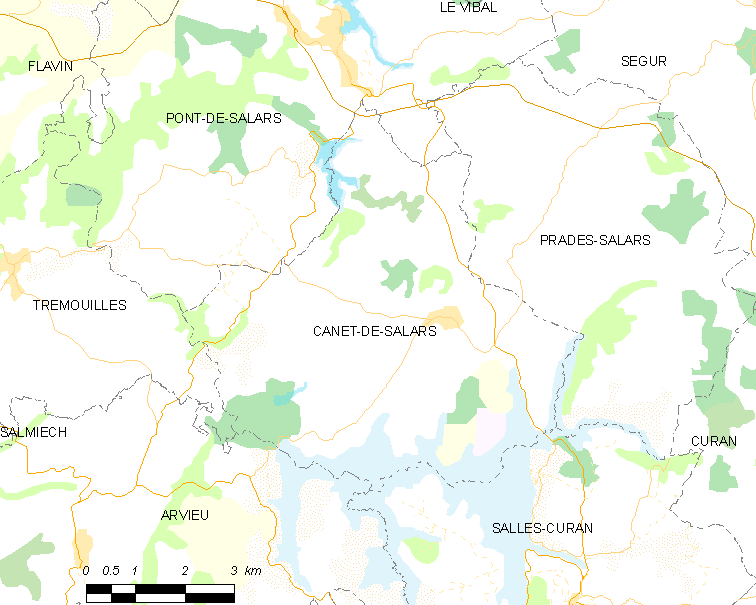
Карта коммуны